# Lamberto I di Hesbaye
Lamberto I di Hesbaye (... – dopo il 650) fu un nobile neustriano.

## Biografia
Egli era figlio del vescovo di Tours Crodoberto I. Lamberto è identificato negli Europäische Stammtafeln,come un noblilis in Neustria, figlio di Crodoberto I e padre di Crodoberto II e, come tale, è un antenato diretto dei Robertingi. Fratello di Angadrisma, a volte è confuso con il loro cugino e il suo mentore Lamberto di Lione. 

## Famiglia e figli
Il nome della moglie di Lamberto potrebbe essere stato Chrotlind di ascendenza sconosciuta. Essi ebbero i seguenti figli: 
- Crodoberto II, cancelliere del Regno franco
- Teodardo, vescovo di Maastricht-Liegi

È possibile che Teodardo fosse il cognato di Roberto piuttosto che il fratello. Essendo parte di una famiglia importante e nobile, Lamberto probabilmente ricoprì una posizione nella corte reale, ma la natura precisa dell'incarico è sconosciuta. A volte viene chiamato Lamberto I per distinguerlo dal suo discendente del conte di Hesbaye Lamberto II. 